# Nova Veneza, Goiás
Nova Veneza este un oraș în Goiás (GO), Brazilia.